# Coreura interposita
Coreura interposita är en fjärilsart som beskrevs av George Francis Hampson 1901. Coreura interposita ingår i släktet Coreura och familjen björnspinnare. Inga underarter finns listade i Catalogue of Life.